# Oxyrhopus guibei
Oxyrhopus guibei là một loài rắn trong họ Rắn nước. Loài này được Hoge & Romano mô tả khoa học đầu tiên năm 1977.